# Hennigsdorf

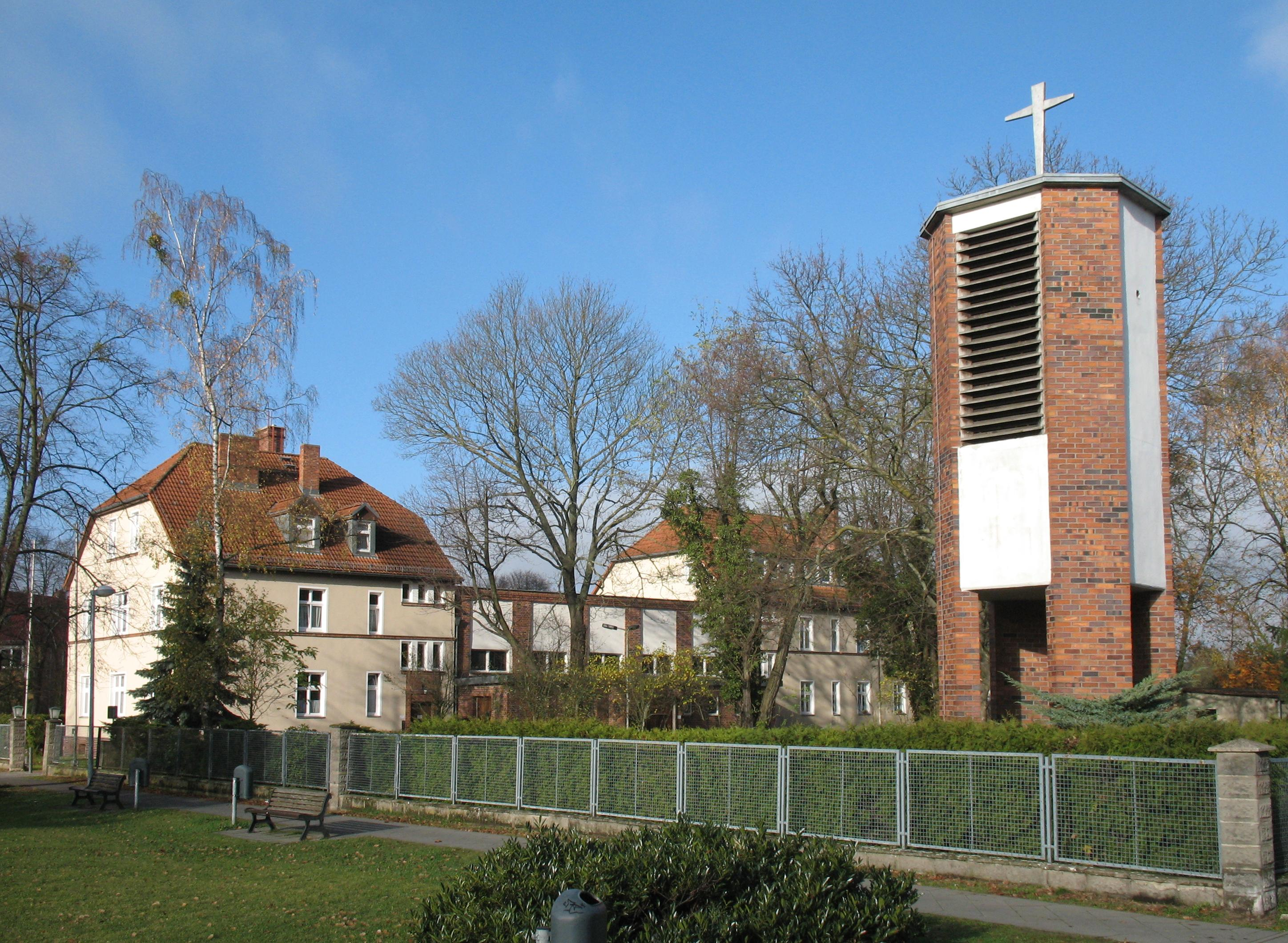
Kerk

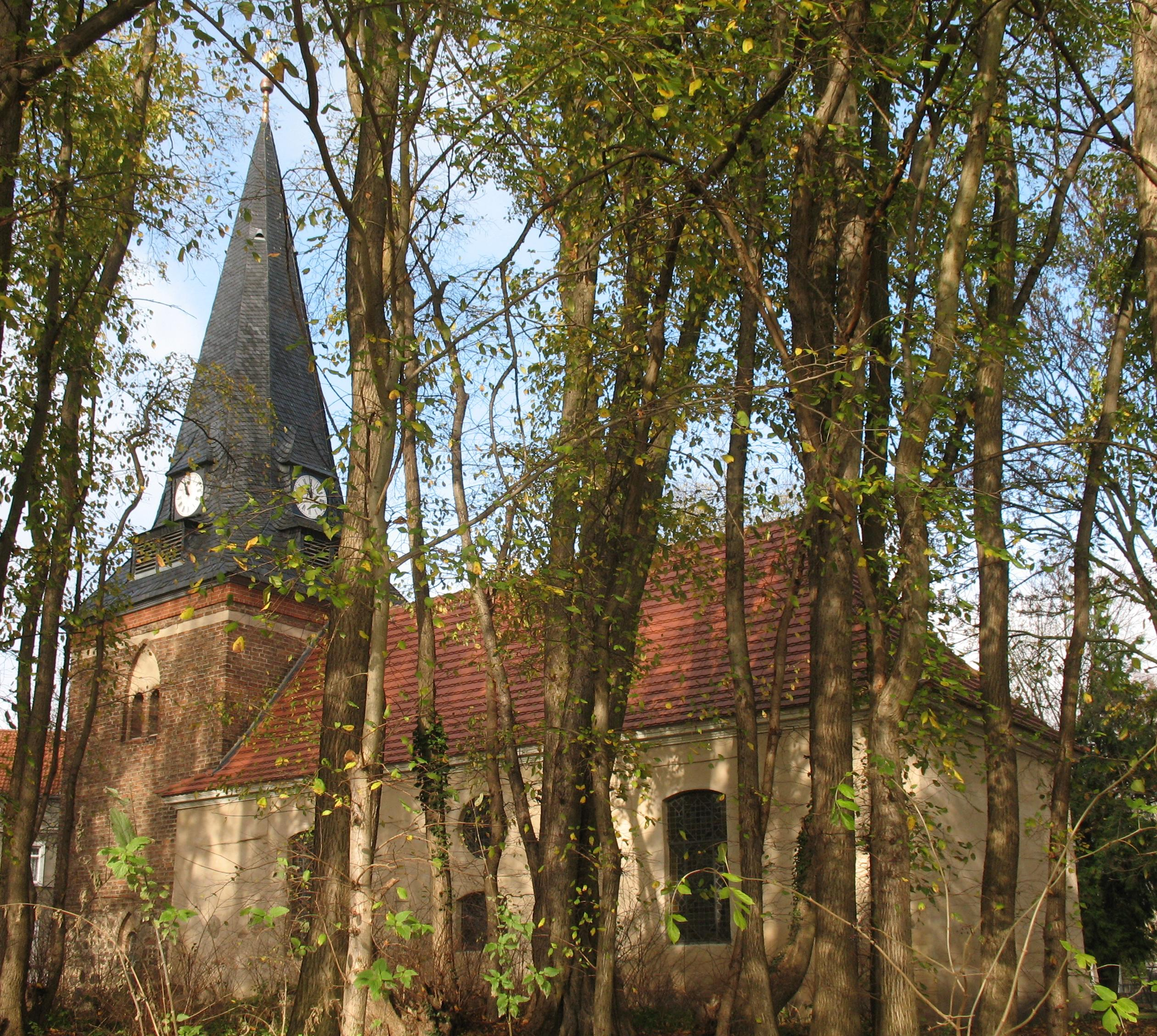
Kerk in Nieder Neuendorf

Hennigsdorf is een gemeente in de Duitse deelstaat Brandenburg, gelegen in de Landkreis Oberhavel. De stad telt 26.559 inwoners.

## Geografie
Hennigsdorf heeft een oppervlakte van 31 km² en ligt in het oosten van Duitsland. Nabij de gemeente sluit het Oder-Havel-kanaal aan op de Havel.

## Demografie
- Ontwikkeling van de bevolking sinds 1875 binnen de huidige grenzen (blauwe lijn: Bevolking; stippellijn: Vergelijking van de ontwikkeling van de bevolking van de deelstaat Brandenburg, Grijze achtergrond: tijdens de nazi-regering, Rode achtergrond: tijdens de communistische regering)
- Recente ontwikkeling van de bevolking (blauwe lijn) en prognoses

| Jaar | Inwoners |
| ---- | -------- |
| 1875 | 863      |
| 1890 | 1 178    |
| 1910 | 2 764    |
| 1925 | 7 914    |
| 1933 | 10 503   |
| 1939 | 13 383   |
| 1946 | 13 671   |
| 1950 | 16 611   |
| 1964 | 21 160   |
| 1971 | 25 093   |

| Jaar | Inwoners |
| ---- | -------- |
| 1981 | 28 155   |
| 1985 | 27 788   |
| 1989 | 25 770   |
| 1990 | 25 062   |
| 1991 | 24 737   |
| 1992 | 24 573   |
| 1993 | 24 505   |
| 1994 | 24 482   |
| 1995 | 24 528   |
| 1996 | 24 349   |

| Jaar | Inwoners |
| ---- | -------- |
| 1997 | 24 637   |
| 1998 | 25 472   |
| 1999 | 26 197   |
| 2000 | 26 306   |
| 2001 | 26 390   |
| 2002 | 26 435   |
| 2003 | 26 282   |
| 2004 | 26 142   |
| 2005 | 26 139   |
| 2006 | 26 007   |

| Jaar | Inwoners |
| ---- | -------- |
| 2007 | 25 891   |
| 2008 | 25 729   |
| 2009 | 25 900   |
| 2010 | 25 909   |
| 2011 | 25 597   |
| 2012 | 25 704   |
| 2013 | 25 800   |
| 2014 | 25 928   |
| 2015 | 26 264   |
| 2016 | 26 139   |

| Jaar | Inwoners |
| ---- | -------- |
| 2017 | 26 369   |
| 2018 | 26 272   |
| 2019 | 26 345   |
| 2020 | 26 559   |

Gegevensbronnen worden beschreven in de Wikimedia Commons.

## Verkeer en vervoer
In de gemeente ligt spoorwegstation Hennigsdorf Nord.

## Geboren
- Erich Priebke (1913-2013), Duitse SS'er en oorlogsmisdadiger

Birkenwerder ·
Fürstenberg/Havel ·
Glienicke/Nordbahn ·
Gransee ·
Großwoltersdorf ·
Hennigsdorf ·
Hohen Neuendorf ·
Kremmen ·
Leegebruch ·
Liebenwalde ·
Löwenberger Land ·
Mühlenbecker Land ·
Oberkrämer ·
Oranienburg ·
Schönermark ·
Sonnenberg ·
Stechlin ·
Velten ·
Zehdenick